# Torn (musikalbum)
Torn är det sjunde studioalbumet av det svenska progressiva metal-bandet Evergrey. Albumet utgavs 2008 av det tyska skivbolaget Steamhammer.

## Låtlista
1. "Broken Wings" – 4:42
2. "Soaked" – 4:59
3. "Fear" – 4:16
4. "When Kingdoms Fall" – 5:33
5. "In Confidence" – 4:03
6. "Fail" – 4:50
7. "Numb" – 5:18
8. "Torn" – 4:43
9. "Nothing Is Erased" – 4:41
10. "Still Walk Alone" – 4:44
11. "These Scars" – 5:51

Text: Tom S. Englund
Musik: Tom S. Englund (spår 1, 2, 4–9, 11), Jonas Ekdahl (spår 1, 2, 4, 5, 11), Henrik Danhage (spår 3, 8–10), Rikard Zander (spår 7)

## Medverkande
Musiker (Evergrey-medlemmar)
- Tom S. Englund – gitarr, sång
- Rikard Zander – keyboard
- Jari Kainulainen – basgitarr
- Henrik Danhage	– gitarr
- Jonas Ekdahl – trummor

Bidragande musiker
- Carina Englund – sång (spår 1, 11)

Produktion
- Jonas Ekdahl, Tom S. Englund – producent
- Fredrik Nordström – ljudtekniker
- Evergrey – ljudmix
- Mattias Norén – omslagskonst
- Niklas Sundin – logo
- René Asmussen – foto